# Polonia en los Juegos Olímpicos de Squaw Valley 1960
Polonia estuvo representada en los Juegos Olímpicos de Squaw Valley 1960 por un total de 13 deportistas que compitieron en 4 deportes.  
El portador de la bandera en la ceremonia de apertura fue el esquiador de combinada nórdica Józef Karpiel.

## Medallistas
El equipo olímpico polaco obtuvo las siguientes medallas:
| Nombre             | Deporte               | Competición |
| ------------------ | --------------------- | ----------- |
| Oro                |                       |             |
| —                  |                       |             |
| Plata              |                       |             |
| Elwira Seroczyńska | Patinaje de velocidad | 1500 m F    |
| Bronce             |                       |             |
| Helena Pilejczyk   | Patinaje de velocidad | 1500 m F    |